# Шуйский, Пётр Никитович
Пётр Никитович Шуйский (1923—1991) — советский хозяйственный, государственный и политический деятель, Герой Социалистического Труда.

## Биография
Родился в 1923 году в селе Троицкое. Член КПСС.
Участник Великой Отечественной войны, телефонист 243-го миномётного полка 11-го танкового корпуса, начальник отделения связи 243-го миномётного полка на 1-м Белорусском фронте, в Группе советских оккупационных войск в Германии. С 1947 года — на хозяйственной, общественной и политической работе. В 1947—1987 гг. — плотник Зейской конторы «Читторг», инкассатор Зейского отделения Госбанка, секретарь партийной организации Зейского отделения Госбанка, плотник Зейского строительного участка треста «Амурстрой», плотник строительно-монтажного управления основных сооружений «ЗеяГЭСстрой». 
Указом Президиума Верховного Совета СССР от 31 декабря 1980 года присвоено звание Героя Социалистического Труда с вручением ордена Ленина и золотой медали «Серп и Молот».
Умер в городе Зее в 1991 году.